# 圖像化閱讀法
圖像化閱讀法一種以繪畫人或事物的形象幫助理解的閱讀方法。閱讀時，根據文章內容繪圖，或在腦海中營構圖像，借助具體的形像，有助投入文章所描寫的環境中，領會作者的感受。